# هارون دي أوكونيل
هارون دي أوكونيل (بالإنجليزية: Aaron D. O'Connell)‏ (و. 1981 – م) هو فيزيائي من الولايات المتحدة الأمريكية . ولد في ألينتاون .

## التعليم
تعلم في جامعة كاليفورنيا، سانتا باربرا، وEckerd College